# ولگدارا
ولگدارا (به لاتین: Welegedara) یک منطقهٔ مسکونی در سری‌لانکا است که در استان مرکزی (سری‌لانکا) واقع شده‌است.